# Nephelistis ruficana
Nephelistis ruficana là một loài bướm đêm trong họ Noctuidae.